# روبرت گولت
روبرت گولت (انگلیسی: Robert Goulet؛ ۲۶ نوامبر ۱۹۳۳ – ۳۰ اکتبر ۲۰۰۷) یک خواننده و بازیگر سینما اهل ایالات متحده آمریکا بود. وی بین سال‌های ۱۹۵۱ تا ۲۰۰۷ میلادی فعالیت می‌کرد.

## گزیده فیلمشناسی
از فیلم‌ها یا برنامه‌های تلویزیونی که وی در آن نقش داشته‌است می‌توان به آثار زیر اشاره کرد.
- زیرزمین (فیلم ۱۹۷۰) (۱۹۷۰)
- آتلانتیک سیتی (فیلم ۱۹۸۰) (۱۹۸۰)
- بیتل‌جوس (۱۹۸۸)
- سلاح عریان دو و یک‌دوم: بوی ترس (۱۹۹۱)
- داستان اسباب‌بازی ۲ (۱۹۹۹)
- زمان شروع (مجموعه تلویزیونی) (۱۹۶۰)
- مأموریت: غیرممکن (۱۹۷۲)
- کنن (۱۹۷۳)
- سیمپسون‌ها (۱۹۹۳)
- زنگ تفریح (مجموعه تلویزیونی) (۱۹۹۸–۲۰۰۰)
- زنگ تفریح (مجموعه تلویزیونی) (۲۰۰۱)

## جوایز
وی همچنین برنده جوایزی همچون جایزه گرمی برای بهترین هنرمند جدید شده‌است.